# Ensta och Bodarna
Ensta och Bodarna var en av SCB avgränsad och namnsatt småort i Uppsala kommun. Småorten omfattade bebyggelse omkring Ensta i Funbo socken belägen strax söder om Gunsta. Från 2015 ingår området i Gunsta tätort.